# Farantzem

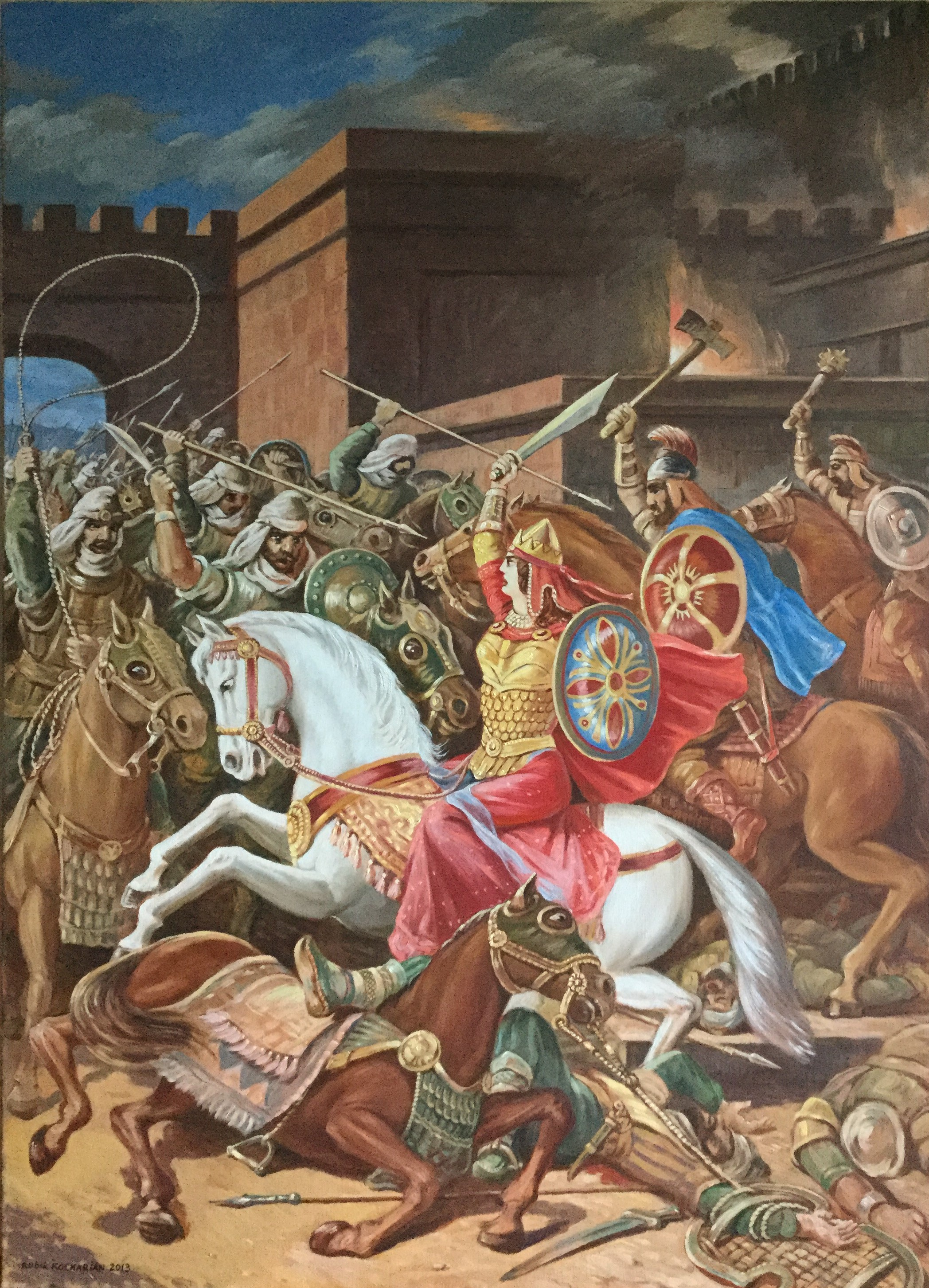
La última batalla de la reina Farandzem, de Rubik Kocharian, 2013.

Armenia en 150. Siunia es una de las provincias más orientales.

Farantzem, también conocida como Faranjem, P’arhanjem, Parantzem, Pharandsem, Paranjem o Parandzem de Siunique (en armenio: Փառանձեմ); fallecida en el invierno de 369/370), fue una noble armenia que, por su matrimonio con Arsaces II, se vinculó a la dinastía arsácida de Armenia. 

## Biografía
Farantzem nació en la provincia de Siunia, en Armenia y era hija del noble Antíoco II, también conocido como Andovk o Andok, que sirvió como najarar de la familia Siuni c. 340. A través de su padre era descendiente de Sisak. Su tío paterno era Valinaces I, que fue el primer najarar conocido de la dinastía Siuni. Su madre era una mujer noble de nombre desconocido, de la familia Mamiconio, hija de Vache I, y tenía al menos un hermano, Babices I (Babik), que fue najarar en 379. Cyril Toumanoff sugiere que tenía otra hermana, que se casaría con Bassaces I Mamiconio.

### Primer matrimonio
Apenas se sabe de sus primeros años. Se casó en 359 con el popular príncipe arsácida Gnelo, hijo de Tirídates y sobrino del rey Arsaces II (r. 350–368). Usando su posición como consorte del príncipe, utilizó su influencia para derrocar a su tío Valinaces y elevar a su padre a señor de Siunia. Su belleza y modestia la hicieron popular en la corte y atrajo la atención del primo paterno de su esposo, Tirit, quien se enamoró de ella, deseándola como esposa. Tirit encontró una manera de conspirar contra su primo Gnelo, y acercándose a su tío Arsaces, le dijo: “Gnelo quiere reinar y matarte. Todos los grandes, los najarares y los azats como Gnelo y todos los najarares de la tierra prefieren su soberanía a la tuya. Mira bien lo que haces, rey, para que puedas salvarte”. Creyendo las palabras de Tirit, Arsaces II se puso en alerta y confirmó sus advertencias. Arsaces II vigiló a Gnelo constantemente, tratando de disuadirlo y yendo contra él. En ese momento, Gnelo intentó escapar con su esposa, pero fue asesinado en la época de la fiesta de Navasarde, en agosto de 359. Después de la muerte y el entierro de Gnelo, se emitió una orden para llorar su muerte. Arsaces II lloró y se lamentó durante mucho tiempo, lo mismo que Farantzem.
Después de librarse de su primo, Tirit pudo acercarse a ella y la envió a su mensajero con una nota en la que se decía: "No llores tanto, porque soy mejor hombre que él. Te amaba y, por tanto, lo traicioné hasta su muerte, para poder casarme contigo". En su luto, Pharantzem, se levantó y en señal de protesta, se arrancó los pelos y gritaba para que la oyeran todos mientras lloraba que su esposo había muerto por su culpa. "Por el que tenía un ojo en mí, ahora tengo a mi esposo muerto". Cuando los armenios, y el rey en particular, escucharon estos gritos, comenzaron a comprender la conspiración de Tirit y la muerte sin sentido de Gnelo. Más tarde, después de enviar Tirit un mensaje a Arsaces II solicitando su permiso para casarse con ella, fue condenado y asesinado cerca de Basen en 359.

### Segundo matrimonio

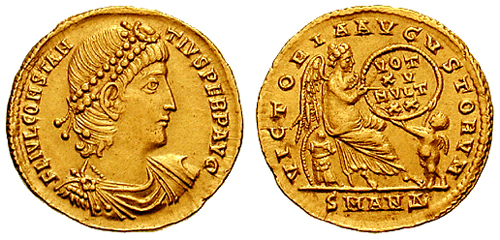
Sólido de Constancio II (r. 324-361).

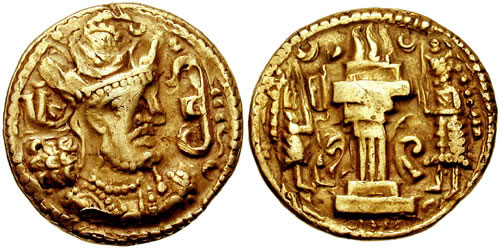
Dinar de oro de Sapor II (r. 309-379).

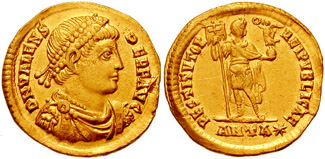
Sólido de Valente (r. 364-378).

En 360, el propio Arsaces II se casó con Farantzem. Algún tiempo después de su boda, la reina quedó embarazada y dio a luz a un hijo, a quien llamaron Pap (o Papas), siendo el único hijo de este matrimonio. También era la madrastra de Anobes, el primer hijo del rey, nacido de una antigua relación antes de su ascensión al trono. Debido a sucesos anteriores, y aunque el rey la amaba, la reina lo detestaba: "Físicamente es peludo y su color es oscuro". Cuando se dio cuenta de que las cosas no iban bien en el matrimonio, pidió al emperador Constancio II (r. 324–361) una nueva esposa, a lo que accedió, pues le consideraba un buen aliado de Roma. La elegida fue Olimpia, una mujer noble griega de Creta. No obstante, Moisés de Corene, considera a Olimpia su primera esposa.
Farantzem sentía gran rencor y envidia de Olimpia y después del nacimiento de su hijo, empezó a conspirar para matarla por envenenamiento. Olimpia, sin embargo, fue muy cautelosa ante las amenazas y aceptaba solo la comida y las bebidas traídas por sus doncellas. Así, viéndose incapaz de conseguirlo, la reina se acercó a un presbítero de la corte llamado Mirjiunices (Mrjiwnik) y aprovechando que tomaba la comunión, Olimpia cayó envenenada en 361. El asesino fue recompensado con la aldea de Goncunque (Gomkunk), en el cantón de Taron.
Los comportamientos de Farantzem y Arsaces II, y en particular las muertes de Gnelo, Tirit, Olimpia y, posiblemente, el anterior rey de Armenia, Tigranes VII habían indignado por completo al catholicós Nerses I. La iglesia estaba totalmente alejada de la corte de Arsaces II y Nerses ya no volvió a ser visto en la corte durante la vida de Arsaces II. Aunque Farantzem era hostil a cualquier influencia sasánida desde Persia, sus acciones hacia Olimpia habían puesto la política armenia en posición desfavorable a los intereses cristianos y se la consideraba una mujer impía. Después de la muerte de Olimpia, Farantzem se convirtió en la Reina de Armenia.
En 367 o 368, el Sah Sapor II (r. 309–379) tramó un complot contra Arsaces II, que fue tomado como prisionero político y murió en cautiverio. Esto fue parte del plan del sah para conquistar Armenia, ya que los tratados con los emperadores Joviano (r. 363–364) y Valente (r. 364–378) fracasaron. Después de capturar a Arsaces, mandó marchar a su ejército. Pero cuando el ejército se preparaba para invadir Armenia, Farantzem y Pap tomaron el tesoro y se refugiaron en la fortaleza de Artogerassa, donde fueron defendidos por las tropas de los Azats. La invasión fue comandada por Cílaces y Arrabanes, dos armenios que se pasaron a Sapor. Cílaces y Arrabanes estaban apoyados por los nobles Baanes el Apóstata y Meruzanes I Arcruni que también habían desertado. Sapor quería suprimir el gobierno arsácida y reemplazar esta dinastía con administradores persas y señores aristocráticos armenios tradicionales.
Farantzem pudo iniciar negociaciones, apelando el nombre de su esposo, con Cílaces y Arrabanes para la rendición de la fortaleza durante este tiempo,. Arrabanes y Cílaces se lo pensaron y cambiaron de bando de nuevo, esta vez poniéndose al lado de Farantzem, y enviando a Pap por seguridad a Anatolia, hacia la corte de Valente. Durante su tiempo en la corte romana, Pap se iba comunicando con su madre y la alentó a que esperase para su rescate. Valente estaba trabajando para restaurar a Pap en el trono Arsácida y expulsar al ejército de Sapor de Armenia. Cuando el sah se enteró de sus planes, en lugar de ir hacia él, se concentró en capturar a la reina. Después de dos años de asedio a Artogerassa, las fuerzas persas finalmente capturaron la fortaleza y pudieron dominar el país. Farantzem fue llevada, junto con el tesoro real armenio, al palacio de Sapor, quien, con la esperanza de humillar a Armenia y al Imperio Romano, entregó a la reina a sus soldados que la violaron hasta su muerte.